# Potępieniec
Potępieniec (tytuł oryginalny The Informer) – amerykański film fabularny (dramat) z 1935 roku w reżyserii Johna Forda. 

## Fabuła
Fabuła filmu przedstawia historię dramatu zdrajcy podczas rewolucji w Irlandii i oparta jest na powieści Liama O’Flaherty’ego. Film nagrodzony Oscarami za reżyserię, scenariusz, muzykę i najlepszą rolę męską.

## Obsada
- Victor McLaglen - "Cygan" Nolan
- Heather Angel - Mary McPhillip
- Preston Foster - Dan Gallagher
- Margot Grahame - Katie Madden
- Wallace Ford - Frankie McPhillip
- Una O'Connor - Mrs McPhillip
- J.M. Kerrigan - Terry
- Joe Sawyer - Bartly Mulholland (wystąpił pod nazwiskiem Joseph Sauers)
- Neil Fitzgerald - Tommy Connor
- Donald Meek - Peter Mulligan
- D'Arcy Corrigan - The Blind Man
- Leo McCabe - Donahue
- Steve Pendleton - Dennis Daly (wystąpił pod nazwiskiem Gaylord Pendleton)
- Francis Ford - "sędzia" Flynn
- May Boley - Madame Betty